# SOCCSKSARGEN
SOCCSKSARGEN (ook wel Regio XII) is een van de 17 regio's van de Filipijnen. Het regionale centrum is Koronadal City. Volgens de laatste officiële telling uit 2000 had de regio een inwonertal van 3.222.169 mensen verdeeld over een oppervlakte van 18.925,7 km².
De naam is een acroniem van de vier provincies en de stad General Santos City die in de regio liggen: South Cotabato, Cotabato, Sultan Kudarat, Sarangani and General Santos City. Mede door deze oorsprong wordt de naam consequent in hoofdletters geschreven.

## Geografie

### Bestuurlijke indeling
SOCCSKSARGEN is onderverdeeld in vier provincies en één onafhankelijke stad.

#### Provincies
- Cotabato
- Sarangani
- South Cotabato
- Sultan Kudarat

Deze provincies zijn weer onderverdeeld in 4 steden en 45 gemeenten.

#### Stad
- Cotabato City